# Фідель Кастро
Фіде́ль Алеха́ндро Ка́стро Рус (ісп. Fidel Alejandro Castro Ruz ( audio); 13 серпня 1926 — 25 листопада 2016) — кубинський комуністичний революціонер і багаторічний диктатор Куби. Керував Республікою Куба як прем'єр-міністр у 1959—1976 роках, як президент — у 1976—2008 роках. Марксист-ленініст і кубинський націоналіст, Кастро також обіймав посаду першого секретаря Комуністичної партії Куби від 1961 до 2011 року. Під час його правління Куба стала однопартійною державою з комуністичною владою, промисловість і бізнес були націоналізовані, проведені державні соціальні реформи в суспільстві.
Після повалення режиму Батисти 1959 року, прийняв повноту військової та політичної влади як прем'єр-міністр. Сполучені Штати перейшли в опозицію до режиму Кастро та безуспішно намагались його усунути шляхом замахів, економічної блокади та контрреволюції, зокрема, висадкою в затоці Свиней 1961 року. З огляду на зовнішні загрози, Кастро переорієнтувався на Радянський Союз і дозволив СРСР розмістити ядерну зброю на Кубі, спричинивши Карибську кризу 1962 року — один з ключових інцидентів Холодної війни.
Формально обіймав посади прем'єр-міністра Куби (1959-1976), першого секретаря Комуністичної партії Куби (1965-2008) та голови Державної ради Куби (1976-2008). Узяв собі неформальні титули: «лідер кубинської революції», «команданте Фідель», «Максимальний лідер» та «Великий Шеф».
Кастро, який соціально походив із заможних землевласників-латифундистів, почав політичну кар'єру 1956 з лівацької критики олігархічного президента Фульхенсіо Батисти та США, а також невдалої спроби збройного перевороту. 1959 року прийшов до влади шляхом партизанської герильї проти режиму Батисти. Захопив під власний контроль революційний рух у країні та знищив основних поплічників з харизматичних вождів партизанського руху, які могли становити конкуренцію його монопольній владі. Завдяки харизмі та популізму міг багато годин поспіль тримати народний натовп у стані екзальтації, виголошуючі палкі промови. У пошуках зовнішньої підтримки з боку СРСР оголосив себе марксистом-ленінцем, установив на Кубі, як зазначають критики, тоталітарний репресивний псевдосоціалістичний диктаторський режим.
У внутрішній політиці запровадив однопартійну систему, націоналізував господарство, закрив кордони країни, розбудував систему концтаборів на кшталт радянського ГУЛАГу, до яких відправляв за щонайменшу спробу політичної критики. Внаслідок майже 50-річного монопольного правління Фіделя Кастро Куба з однієї з найбільш розвинених у Латинській Америці стала однією з найбідніших країн західної півкулі з хронічною картковою системою на елементарні продукти споживання. Два мільйони кубинців (з 10 млн населення) були змушені податися в еміграцію — з ризиком для життя тікати морем до США.
У зовнішній політиці склав військовий пакт з СРСР та активно займався експортом революції — втручався до громадянських конфліктів у країнах Латинської Америки, Африки та Близького Сходу. Підтримував лівацькі радикальні рухи, режими та заколоти; за підтримки СРСР таємно відряджав кубинські війська або спеціальні збройні загони та радників у гарячі точки планети. Таємно заробляв гроші на транзиті наркотиків з Південної Америки до Флориди (США).
2006 року за станом здоров'я відійшов від державних справ і передав свої повноваження молодшому братові Раулю. 2008 офіційно вийшов у відставку з усіх посад.
В СРСР Фіделя Кастро вважали «не достатньо правильним» й ортодоксальним марксистом-ленінцем та не достатньо ручним сателітом Радянського Союзу серед диктаторів-вождів країн Третього світу. За межами колишнього СРСР його вважають політичним та ідеологічним банкрутом, який пережив як підйом утопії міжнародного комуністичного руху, так і його цілком логічний кінець — ідейний та політичний крах донора режиму Кастро — Радянського Союзу та всього соціалістичного табору.
Попри свій марксизм та утопізм, Кастро належав до десятки найбагатших правителів світу, поряд із шейхами та королями. З особистими статками у $900 млн. він посідав сьоме місце у списку Forbes.

## Біографія

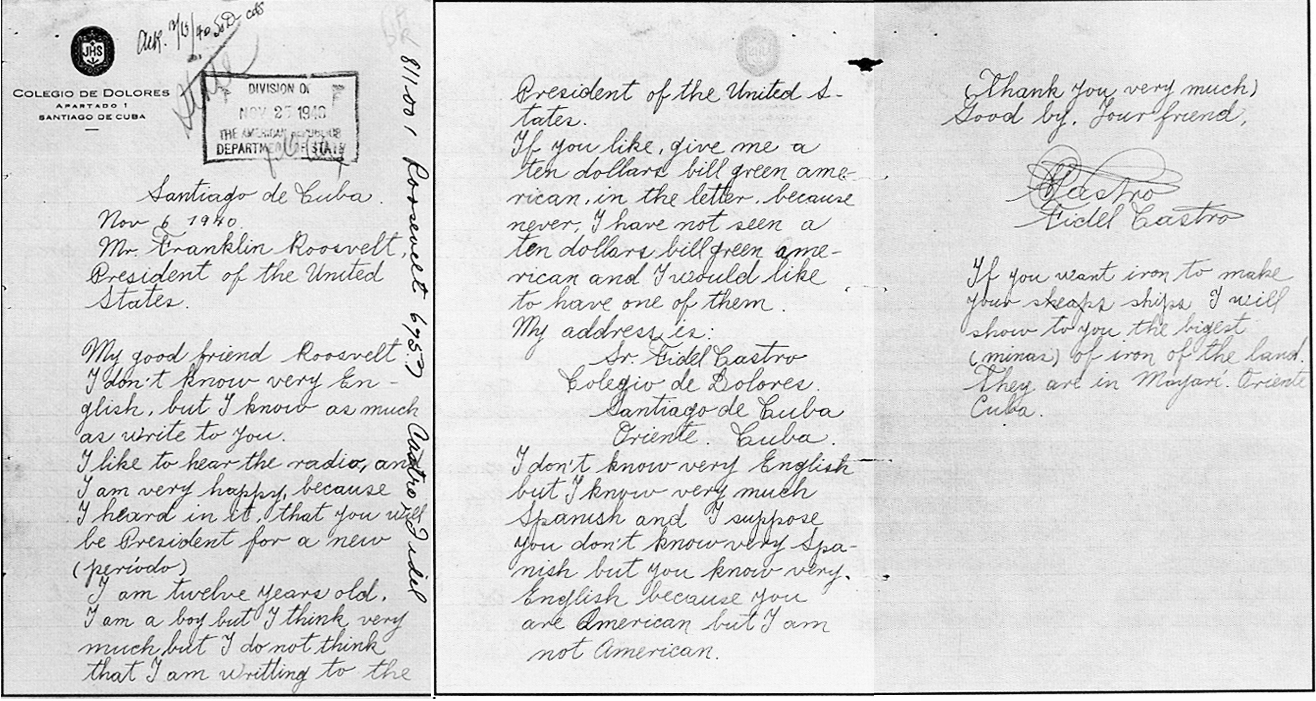
Лист до американського президента Франкліна Рузвельта 12-річного Фіделя Кастро, в якому він прохає президента надіслати йому 10 доларів: «Якщо хочете, дайте мені зелену американську 10-доларову купюру, тому що я ніколи не бачив 10-доларової купюри» (If you like, give me a ten dollar bill green American, because never, I have not seen a ten dollar bill)

Народився 13 серпня 1926 року в Ор'єнте на Кубі в родині заможного землевласника іспанського походження. Батько, Анхель Кастро Архіс (1875–1956); мати Ліна Рус Гонсалес. Виховувався матір'ю у католицькій традиції, як і інші діти в родині. Родина володіла квітучою плантацією площею 25 000 акрів (10117 га.) та мала 400 робітників. Нині родинна вілла Кастро є музеєм. Офіційна біографія Фіделя Кастро, видана на Кубі, повідомляє, що предки Кастро були «експлуатованими галісійськими селянами» з Іспанії.
У 1942—1945 роках навчався в єзуїтському коледжі Білені у Гавані. Його вчителі відзначали неймовірне честолюбство хлопчика та його здатність підкоряти своїй волі та магії свого натиску інших хлопчаків.
У 1945—1949 роках навчався на юридичному факультеті Гаванського університету, здобув ступінь доктора права (диплом юриста). 1949 року спробував вступити до Гарвардського університету, але невдало. Під час навчання, як згадували його сучасники, Кастро не виявив академічних здібностей. Значно більший успіх він демонстрував у спорті (бейсбол) та серед дівчат.
У 1950—1952 роках разом із двома колегами-юристами заснував адвокатську контору, працював адвокатом, водночас займався політикою. Долучився до лівого крила Партії Кубинського народу (так званої Партії Ортодоксів), ідеологією якої були погляди Хосе Марті. 1952 року був висунутий від партії «Ортодокси» кандидатом у депутати Національного конгресу Куби. Втім вибори не відбулись через державний переворот.
26 липня 1953 року очолив збройний напад на військові казарми Монкада з метою провокації народного повстання. Напад завершився поразкою. Кастро заарештували й судили у військовому трибуналі разом з іншими заколотниками. 16 жовтня 1953 року він виступив у суді зі знаменитою промовою «Історія мене виправдає», в якій висунув цілком соціалістичну, але явно не марксистську та не комуністичну програму.
Суд засудив Кастро до 15 років ув'язнення. У травні 1955 за 22 місяці перебування у в'язниці Фіделя Кастро амністували та звільнили.

### В еміграції
У липні 1955 року Кастро емігрував до Мексики. Там він звернувся до радянського посольства з проханням допомогти грошима та зброєю його групі. Саме там, за свідченням колишнього радянського розвідника Олега Гордієвського, відбулася перша зустріч Кастро з офіцером радянської розвідки Миколою Леоновим, який тоді служив у резидентурі КДБ у Мехіко. 27-річний Леонов був у захваті від харизми на два роки старшого за Фіделя. Кастро тоді мріяв стати другим Боліваром усього Карибського регіону та був сповнений рішучості зберігати цілковитий особистий контроль над заснованим ним «Рухом 26 липня».
Також у Мексиці Кастро почав військову підготовку до нових збройних дій на Кубі; познайомився з Ернесто Че Геварою. Провів разом із двадцятьма двома своїми товаришами три тижні у в'язниці Мехіко за незаконне володіння зброєю.
Не маючи перспектив здобути перемогу над національною армією Куби у відкритому бою, керівники «Руху 26 липня» вибрали собі за тактику терористичні акти невеличких підпільних озброєних груп. Леонов згадував, що радянське керівництво скептично оцінювало тактику Кастро та його перспективи захопити владу.

### Повернення
Група з 82 членів «Руху 26 липня» на чолі з Фіделем Кастро випливла на невеликій моторній яхті «Гранма» з Мексики та 2 грудня 1956 висадилася на узбережжі Куби у провінції Ор'єнте. За три дні, 5 грудня, у першому ж бою з урядовими силами революціонерів кого застрелили, а хто просто втік. Вціліло лише керівне ядро з 12 чоловік із Фіделем на чолі. За два роки той невеличкий загін, що переховувався в горах Сьєрра-Маестра та поповнявся здебільшого з місцевих селян, поступово виріс до повстанської армії, яка розгорнула терористичну війну в країні.

### Захоплення влади
1 січня 1959 року внаслідок втечі президента Батисти до влади у Гавані прийшла широка коаліція демократів, національно-соціалістичної парті Куби, комуністичної партії Куби та інших політичних сил. Кастро, який не був членом жодної з тих партій, увійшов до Гавани згодом на чолі своїх загонів озброєних бойовиків «барбудос», які до втечі Батисти переховувались у гірських лісах, звідки чинили терор та робили набіги на урядові сили. Після того Кастро також приєднався до коаліції, що виборола перемогу. У лютому 1959 року Кастро став прем'єр-міністром коаліційного уряду. Після того за допомогою своїх бойових «барбудос» почав активно витискати з уряду та від влади представників демократичних політичних сил. 17 липня 1959 шантажем і погрозами усунув від посади провідного представника громадського руху опору ліберального президента Мануеля Уррутіа Льєо та змусив його тікати за кордон.
У квітні 1959 як прем'єр-міністр офіційно відвідав США, де його тепло вітали ЗМІ. Здійснив візит до офіційного Вашингтона, де характеризував себе як кубинського націоналіста. Виступав перед студентами у Гарварді, куди не зміг вступити десятьма роками раніше, та ще у кількох американських університетах. Студенти й академічна громадськість його прийняли гаряче.
Після того як Кремль наприкінці січня 1960 року схвалив секретну операцію, розроблену у Празі, з постачанням чеської стрілецької зброї на Кубу, Кастро оголосив, що готовий запросити другу на той час людину в СРСР Анастаса Мікояна відвідати Кубу та відкрити в Гавані торгово-культурну виставку СРСР, яка на той час відбувалась у Мексиці. 4 лютого 1960 року Фідель особисто вітав Мікояна біля трапу літака. Разом із Фіделем на знак поваги до Мікояна були присутні члени символічного уряду, його міністри та справжні правителі — «барбудос».
Попри відсутність дипломатичних відносин з СРСР (котрі були розірвані президентом Батистою 1952 року), уклав з СРСР торговельну угоду та угоду про кредит обсягом у $100 млн. Невдовзі сума кредиту зросла до $500 млн. За тією угодою на Кубу в кредит постачалася важка зброя — передусім танки, самохідні установки, артилерія ППО, літаки; також харчові продукти та сировина; а також військові інструктори та радники. 8 травня 1960 року у спільному комюніке офіційно поновив дипломатичні відносини з СРСР, заявивши що: «Фактично ці відносини були відновлені актом визнання урядом Союзу Радянських Соціалістичних Республік Революційного уряду Республіки Куба в січні 1959 року».
16 квітня 1961, за два роки після революційних подій, Кастро заявив про соціалістичний характер кубинської революції.
У жовтні 1965 року став першим секретарем ЦК Компартії Куби.
У 1979–1982 роках очолював Рух неприєднання.
1976 року надав собі звання Головнокомандувача та Голови Державної ради Куби.

### Останні роки
1 серпня 2006 року через курс реабілітації після операції на кишці Фідель Кастро тимчасово передав керування країною своєму молодшому братові Раулю. 19 лютого 2008 року Фідель офіційно відмовився від влади на користь свого брата. Відтоді він майже не з'являвся на публіці.
У ніч з 18-го на 19 червня 2008 року державне кубинське телебачення продемонструвало перші за останні 5 місяців кадри з Фіделем Кастро. У короткому сюжеті, що транслювався без звуку, йшлося про годинну зустріч колишнього лідера зі своїм товаришем, президентом Венесуели Уго Чавесом.
19 квітня 2011 року на VI з'їзді Компартії Куби Кастро вперше не обрали до складу політбюро, посаду першого секретаря партії офіційно зайняв його брат, 79-річний голова Державної ради Куби Рауль Кастро
У жовтні 2012 Кастро переніс інсульт і перестав упізнавати людей, а також почав відчувати проблеми з вимовою. Однак уряд Куби і родичі Кастро спростовували такі відомості.
У квітні 2016 виступив з промовою на VII з'їзді Комуністичної партії Куби. 13 серпня 2016 року на Кубі широко відбулось святкування 90-річчя команданте, а сам він увечері був присутній у театрі імені Карла Маркса.

Помер 25 листопада 2016 року через тяжке захворювання кишки. Про це повідомив голова Державної ради і Ради міністрів Рауль Кастро в ефірі державного телебачення: 
|  | Я тут, щоб повідомити нашому народу, нашим друзям в Америці і світі, що сьогодні, 25 листопада 2016 року, о 22:29 помер головнокомандувач Кубинської революції Фідель Кастро». |

Як заявив Рауль Кастро, відповідно до волі покійного «його рештки будуть кремовані».

## Карибська ядерна криза
Під час радянсько-американської воєнно-політичної напруженості, пов'язаної з розміщенням на Кубі за наказом Микити Хрущова радянських балістичних ракет середньої дальності з ядерними боєголовками, Фідель Кастро намагався спровокувати ядерну війну між СРСР та США. 28 жовтня 1962 року в фіналі Карибської кризи Фідель Кастро надіслав Микиті Хрущову телеграму, в якій спробував переконати радянського вождя, що протягом 24-72 годин американські війська увійдуть на Кубу, і що в зв'язку з цим СРСР повинен негайно завдати попереджувального ядерного удару по США. У телеграмі Кастро написав:
|  | …кубинський народ готовий пожертвувати собою в ім'я руйнування імперіалізму і перемоги світової революції |

.

## Репресії
Офіційні дані про кількість страчених за рішенням судів або закатованих у в'язницях ніколи за правління Кастро не публікувались. Франсіско Чавіано, який намагався всередині Куби збирати інформацію про зникнення людей, 1995 року засудили до 15 років позбавлення волі.
Невійськові жертви режиму Фіделя Кастро в період від 1 січня 1959 до 25 березня 2005 року:
| Причина загибелі                 | кількість осіб |
| -------------------------------- | -------------- |
| Розстріляні                      | 5640           |
| Жертви позасудових розправ       | 1203           |
| Вбиті у в'язницях                | 2199           |
| Зниклі безвісти                  | 198            |
| Разом                            | 9240           |
| «Балсерос» (утікачі вплав морем) | 77833          |
| Всього                           | 87073          |

За оцінками американського політолога і статистика, автора поняття «демоцид», професора Гавайського університету Рудольфа Руммеля, за часів правління Фіделя Кастро насильницькою смертю загинули:
- страчені розстрільними командами — 30.000 осіб,
- потонули під час спроб утечі — 85.000 осіб,
- загинули за інших обставин — 21.000 осіб,
- всього загиблих від режиму, в тому числі під час спроб утечі[31] — 200.000 осіб.

## Родина
- батько: Ангел Марія Баутіста Кастро-і-Аргіс (1875—1956)
- мати: Ліна Рус Гонсалес (1903—1963)

Брати та сестри:
- сестра — Ангела (Ангеліта) Кастро (Ангела Марія Кастро Рус, 1923—2012);
- брат — Рамон Кастро (Рамон Еусебіо Кастро Рус, 1924—2016), заступник голови Національних зборів;
- брат — Рауль Кастро (Рауль Модесто Кастро Рус, нар. 1931);
- сестра — Хуаніта Кастро (1933—2023), 1964 року втекла з Куби до США, противниця диктаторського режиму братів Кастро;
- сестра — Емма Кастро (Емма де ла Концепсіон Кастро Рус, 1935-);
- сестра — Аугуста (Аугустіна) Кастро (Аугуста дель Кармен Кастро Рус, 1938-);

Фідель Кастро був офіційно двічі одружений. Окрім того, він мав безліч любовних зв'язків на стороні, які закінчувалися народженням позашлюбних дітей. Двох з таких дітей Фідель офіційно визнав своїми.
- Дружина (1948—1954) — Мірта Діас-Баларт де Нуньєс;
  - син — Фідель (Фіделіто) Кастро Діас-Баларт, мол. (1.09.1949-1.2.2018, самогубство[32]) голова Атомного агентства Куби (1980—1992);
- подруга — Наталія (Наті) Ревуельта (нар. 1925);
  - дочка — Аліна Фернандес (нар. 1956) переселилася до США та стала противницею диктаторського режиму батька;
- подруга — Марія Лаборде;
  - син — Хорге Ангель (нар. 1956);
- подруга — Мікаела Кардосо;
  - дочка — Франциска (Панчіта) Пупо (нар. 1956);
- дружина — Далія Сото дель Вальє Хорхе;
  - сини — Анхель, Мігель, Алехандро, Рікардо, Алекс.

## Цікаві факти
- Фідель Кастро увійшов до Книги рекордів Гіннеса як найбільш полум'яний оратор — його промова перед ООН 29 вересня 1960 року тривала 4 години 29 хвилин. За інформацією Агентства Reuters, найдовша промова Кастро була виголошена на Третьому з'їзді Кубинської Комуністичної Партії в 1986 році і тривала 7 годин і 10 хвилин.
- За роки правління Кастро з Куби тільки до США втекли 1 мільйон 300 тисяч громадян Куби. А всього були змушені нелегально емігрувати понад 2 мільйони, при сучасному населені Куби 11,165 млн. (з приходом до влади Кастро число населення Куби становило 10 млн.)
- Кастро оголосив Кубу атеїстичною державою. Попри це, сам він відвідав Папу Римського Івана-Павла ІІ у Ватикані (1996) та Папу Бенедикта XVI (2012, 2015).
- Фідель Кастро зіграв як мінімум у двох американських фільмах, включаючи досить відому свого часу «Школу русалок».
- Фідель Кастро був затятим курцем — його образ з незмінною гаванської сигарою в роті став класичним. Однак наприкінці 1986 року Фідель кинув курити через погіршення стану здоров'я.
- Фідель Кастро був особистим другом вітчима сучасної української співачки Олі Полякової, який був послом Радянського Союзу на Кубі[33][34][35].

## Цитати Кастро
- «Готовий стати комуністом негайно, якщо мене зроблять Сталіним»[36]
- «Нехай батьківщина дивиться на вас із гордістю. Не бійтеся славної смерті. Померти за батьківщину — значить жити».
- «Історія мене виправдає. Можете засуджувати мене. Це не має значення — історія мене виправдає».
- «Мене звуть Фідель Кастро, і я прийшов визволити Кубу».
- «США підуть на перемовини з нами, коли у них буде чорний президент, а Папою Римським стане латиноамериканець».
- «Скажи мені, в якому виді спорту ти виступаєш, і я скажу, хто тебе колонізував».
- «Жінка в чоловічому серці — джерело священного і недоторканного шанування».
- «Той, хто не здатний боротися за інших, ніколи не буде в змозі боротися за самого себе».
- «Революція — не ліжко з троянд. Революція — це битва між майбутнім і минулим»[37].

## Цитати про Кастро
- Характеристика одним з товаришів Кастро:

|  | Фідель є, по-перше, революціонер, по-друге, єзуїт, і тільки потім марксист. |

- Дональд Трамп:

|  | ...жорстокий диктатор, який піддавав репресіям власний народ протягом майже шести десятків років. ...Спадщина Фіделя Кастро — це розстрільні команди, злодійство, неймовірні страждання, бідність і заперечення базових прав людини. |

## Фідель Кастро і Україна
Фідель Кастро бував у Києві у 1960-их роках. Також, вже за часів незалежності України, він мав спільну з Леонідом Кучмою програму з лікування на Кубі дітей, постраждалих від Чорнобильської трагедії. Мав дві українські державні нагороди.

## Нагороди

### Україна
- Орден князя Ярослава Мудрого I ступеня (1999) — за особисту участь у здійсненні програми лікування та оздоровлення українських дітей, які постраждали внаслідок Чорнобильської катастрофи[40]
- Орден «За заслуги» I ступеня (26 березня 2010) — за вагомий особистий внесок у розвиток українсько-кубинського співробітництва[41]

## Пам'ять
На честь нього названа Площа Фіделя Кастро у місті Москва.

### У живописі
- портрети: 1983 та 1984 роботи Іллі Глазунова

### У попмузиці
- Пісня гурту ТНМК «Фідель».

## Відео
- Революція перемогла — Фідель Кастро на танку вступає в Гавану (1 січня 1959 р.)
- Миттєвості XX століття — Фідель Кастро
- ФІДЕЛЬ КАСТРО: Батьківщина або смерть!
- СССР ТВ Зустріч Ф.Кастро з Л. І. Брежнєвим (1974) на порталі радянського телебачення
- Фідель Кастро про збройну боротьбу (інтерв'ю в Сьєрра-Маестра)